# Physoglenes vivesi
Physoglenes vivesi is een spinnensoort in de taxonomische indeling van de Synotaxidae.
Het dier behoort tot het geslacht Physoglenes. De wetenschappelijke naam van de soort werd voor het eerst geldig gepubliceerd in 1904 door Eugène Simon.